# Achille Lauro

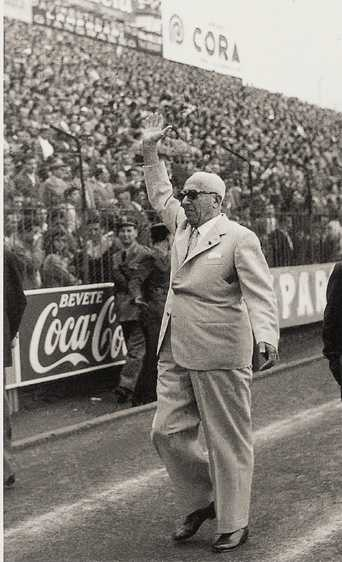
Achille Lauro, hier als Präsident der SSC Neapel

Achille Lauro [aˌkilːɛˈlauɾo] (* 16. Juni 1887 in Piano di Sorrento; † 15. November 1982 in Neapel) war ein italienischer Unternehmer und Politiker der Faschisten, der monarchistisch orientierten Rechten sowie der Neofaschisten.

## Leben
Er war das fünfte von sechs Kindern des Reeders Gioacchino Lauro und seiner Frau Laura Cafiero. Er selbst wurde auch Reeder und gründete 1923 die Flotta Lauro, die eine der mächtigsten italienischen Flotten aller Zeiten wurde und zu den bedeutendsten süditalienischen Unternehmen gehörte. Darüber hinaus schuf er sich ein regelrechtes Finanzimperium. Als mitentscheidend für seinen Erfolg wird gerne angegeben, dass Lauro seine Arbeiter am Gewinn beteiligte. Mindestens genauso entscheidend dürften aber auch seine Praktiken der persönlichen Bereicherung durch Korruption, Bauspekulation und mafiöse Verstrickungen gewesen sein.
Lauro machte sowohl während der Zeit des Faschismus als auch im Nachkriegsitalien politische Karriere. Für seine faschistischen Aktivitäten zwischen 1933 und 1943 wurde er von den Alliierten für 22 Monate inhaftiert. Danach näherte er sich der monarchistischen Bewegung von Alfredo Covelli an und unterstützte später, vor allem in finanzieller Hinsicht, die Gründung des Partito Nazionale Monarchico. Er war von 1952 bis 1958 und noch einmal 1961 Bürgermeister von Neapel und als typischer Populist, der eine ausgeprägte Panem-et-Circensis-Politik praktizierte, bei der Bevölkerung sehr beliebt, was sich darin niederschlug, dass er bei den Wahlen 1952 und 1956 die höchsten jemals in der Stadt erreichten Stimmzahlen erzielte. Zugleich war er aber auch aufgrund seiner Praktiken und politischen Entscheidungen sehr umstritten.
Wegen seiner dubiosen Machenschaften wurde er schließlich per Dekret der römischen Zentralregierung als Bürgermeister abgesetzt und durch einen kommissarischen sindaco ersetzt. Anschließend war er für die Monarchisten bis 1968 Mitglied der Abgeordnetenkammer und später bis 1972 Senator. Nach der Fusion der Monarchisten mit dem neofaschistischen MSI zog er als dessen Vertreter erneut in die Abgeordnetenkammer ein, wo er noch bis 1979 politisch aktiv war.
Gegen Ende seines langen Lebens musste er den Niedergang und wirtschaftlichen Ruin seiner Flotte miterleben.

## Entführung der Achille Lauro
1985 entführten  palästinensische Terroristen das nach ihm benannte Kreuzfahrtschiff seiner Lauro Linien, ermordeten den jüdischen Rollstuhlfahrer Leon Klinghoffer und ließen dessen Leiche über Bord werfen.